# Dayalbagh
Dayalbagh é uma cidade e uma nagar panchayat no distrito de Agra, no estado indiano de Uttar Pradesh.

## Demografia
Segundo o censo de 2001, Dayalbagh tinha uma população de 3324 habitantes. Os indivíduos do sexo masculino constituem 51% da população e os do sexo feminino 49%. Dayalbagh tem uma taxa de literacia de 76%, superior à média nacional de 59.5%: a literacia no sexo masculino é de 85% e no sexo feminino é de 68%. Em Dayalbagh, 8% da população está abaixo dos 6 anos de idade.